# Independent Spirit Awards 2003
La cerimonia di premiazione della 18ª edizione degli Independent Spirit Awards si è svolta il 22 marzo 2003 sulla spiaggia di Santa Monica, California ed è stata presentata da John Waters. Halle Berry è stata il presidente onorario. Per la prima volta le opere candidate come miglior film sono state onorate con canzoni satiriche, diventate poi un elemento caratteristico degli Spirit Awards nelle edizioni successive.
La manifestazione è stata segnata da un evento cruciale accaduto appena due giorni prima, l'inizio della Seconda guerra del Golfo: Elvis Costello ha cantato What's So Funny 'Bout Peace, Love and Understanding e Michael Moore, vincitore del premio per il miglior documentario con Bowling a Columbine, ha fatto un discorso contro la guerra dichiarata da George W. Bush.

## Vincitori e candidati
I vincitori sono indicati in grassetto, a seguire gli altri candidati.

### Miglior film
- Lontano dal Paradiso (Far from Heaven), regia di Todd Haynes
- The Good Girl, regia di Miguel Arteta
- Lovely & Amazing, regia di Nicole Holofcener
- Secretary, regia di Steven Shainberg
- Tully, regia di Hilary Birmingham

### Miglior attore protagonista
- Derek Luke - Antwone Fisher
- Jeremy Renner - Dahmer - Il Cannibale di Milwaukee (Dahmer)
- Danny Huston - Ivansxtc
- Campbell Scott - Roger Dodger
- Graham Greene - Skins

### Miglior attrice protagonista
- Julianne Moore - Lontano dal Paradiso (Far from Heaven)
- Jennifer Aniston - The Good Girl
- Catherine Keener - Lovely & Amazing
- Parker Posey - Personal Velocity - Il momento giusto (Personal Velocity: Three Portraits)
- Maggie Gyllenhaal - Secretary

### Miglior regista
- Todd Haynes - Lontano dal Paradiso (Far from Heaven)
- Gus Van Sant - Gerry
- Bernard Rose - Ivansxtc
- Nicole Holofcener - Lovely & Amazing
- Joe Carnahan - Narc - Analisi di un delitto (Narc)

### Miglior fotografia
- Edward Lachman - Lontano dal Paradiso (Far from Heaven)
- Harris Savides - Gerry
- Richard Rutkowski - Interview with the Assassin
- Alex Nepomniaschy - Narc - Analisi di un delitto (Narc)
- Ellen Kuras - Personal Velocity - Il momento giusto (Personal Velocity: Three Portraits)

### Miglior sceneggiatura
- Mike White - The Good Girl
- Nicole Holofcener - Lovely & Amazing
- Dylan Kidd - Roger Dodger
- Jill Sprecher e Karen Sprecher - Tredici variazioni sul tema (Thirteen Conversations About One Thing)
- Hilary Birmingham e Matt Drake - Tully

### Miglior attore non protagonista
- Dennis Quaid - Lontano dal Paradiso (Far from Heaven)
- John C. Reilly - The Good Girl
- Peter Weller - Ivansxtc
- Ray Liotta - Narc - Analisi di un delitto (Narc)
- Alan Arkin - Tredici variazioni sul tema (Thirteen Conversations About One Thing)

### Miglior attrice non protagonista
- Emily Mortimer - Lovely & Amazing
- Viola Davis - Antwone Fisher
- Jacqueline Kim - Charlotte Sometimes
- Juliette Lewis - Gli occhi della vita (Hysterical Blindness)
- Julianne Nicholson - Tully

### Miglior film d'esordio
- The Dangerous Lives of Altar Boys, regia di Peter Care
- Interview with the Assassin, regia di Neil Burger
- Manito, regia di Eric Eason
- Paid in Full, regia di Charles Stone III
- Roger Dodger, regia di Dylan Kidd

### Miglior sceneggiatura d'esordio
- Erin Cressida Wilson - Secretary
- Laura Cahill - Gli occhi della vita (Hysterical Blindness)
- Burr Steers - Igby Goes Down
- Neil Burger - Interview with the Assassin
- Heather Juergensen e Jennifer Westfeldt - Kissing Jessica Stein

### Miglior documentario
- Bowling a Columbine (Bowling for Columbine), regia di Michael Moore
- The Cockettes, regia di Bill Weber e David Weissman
- Devil's Playground, regia di Lucy Walker
- How to Draw a Bunny, regia di John W. Walter
- Stevie, regia di Steve James

### Miglior performance di debutto
- Nia Vardalos - Il mio grosso grasso matrimonio greco (My Big Fat Greek Wedding)
- Artel Kayàru - Dahmer - Il Cannibale di Milwaukee (Dahmer)
- Raven Goodwin - Lovely & Amazing
- America Ferrera - Le donne vere hanno le curve (Real Women Have Curves)
- Bob Burrus - Tully

### Miglior film straniero
- Y tu mamá también - Anche tua madre (Y tu mamá también), regia di Alfonso Cuarón
- Atanarjuat, regia di Zacharias Kunuk
- Bloody Sunday, regia di Paul Greengrass
- A tempo pieno (L'emploi du temps), regia di Laurent Cantet
- La pianista (La pianiste), regia di Michael Haneke

### Premio John Cassavetes
- Personal Velocity - Il momento giusto (Personal Velocity: Three Portraits) (Personal Velocity: Three Portraits), regia di Rebecca Miller
- Charlotte Sometimes, regia di Eric Byler
- Dahmer - Il Cannibale di Milwaukee (Dahmer), regia di David Jacobson
- Ivansxtc, regia di Bernard Rose
- The Slaughter Rule, regia di Alex Smith

### Truer Than Fiction Award
- Jennifer Dworkin - Love and Diane
- Jeffrey Blitz - Spellbound
- Mark Moskowitz - Stone Reader
- Eugene Jarecki - The Trials of Henry Kissinger

### Producers Award
- Effie Brown - Le donne vere hanno le curve (Real Women Have Curves) e Stranger Inside
- Eden Wurmfeld - Kissing Jessica Stein e Fanci's Persuasion
- Jesse Scolaro e Allen Bain - Manito e Cry Funny Happy

### Someone to Watch Award
- Przemyslaw Reut - Paradox Lake
- Eitan Gorlin - The Holy Land
- Eric Eason - Manito